# Крихітка Цахес (гурт)
Кри́хітка Ца́хес — київський рок-гурт (розпався у 2007 році). Свій стиль музиканти визначали[джерело?] як «актуальна альтернативна поп-музика»: «У нас намішано багато всього — трішки пост-панку, трішки трип-хопу, трішки гранджу, трішки брит-попу, просто поп-музика». Єдиний альбом — «На першому місці» (2005). Відомі пісні: «Вменеємен» (2004), «Ангела, як я» (2002?), «Деталь», «Всі джерела відкриті» (2000), «Лисиця» та ін. Сингли, випущені до альбому — «Мені заборонили», «Лисиця», «Дощ».
З 2007 року гурт зупинив діяльність, учасники гурту беруть участь у проєкті Крихітка.

## Склад гурту

### Останній склад
| Фото | Псевдонім     | Справжнє ім'я       | Роль                                    | Роки в гурті    | Дата нар. |
| ---- | ------------- | ------------------- | --------------------------------------- | --------------- | --------- |
|      | Каша Сальцова | Олександра Кольцова | вокал, тексти                           | з 1997          | 30.05     |
|      |               | Микола Матковський  | гітара (з 2007), бас-гітара (1999—2007) | з 1997          | 7.05      |
|      |               | Олександр Зленко    | барабани                                | з 2007          | 3.02      |
|      | Бас           | Дмитро Мрачковський | бас-гітара                              | 1997-1999, 2007 | 3.05      |

### Колишні учасники
| Фото | Псевдонім | Справжнє ім'я     | Роль                                  | Роки в гурті        | Дата нар.             |
| ---- | --------- | ----------------- | ------------------------------------- | ------------------- | --------------------- |
|      | Джек      | Євген Матковський | барабани                              | з 1997              | 29.07                 |
|      | Міхон     | Михайло Гічан     | гітара                                | 1997-2007           | 08.06.1977—12.07.2007 |
|      |           | Юрій Юрченко      | саксофон, кларнет (сессійний учасник) | 1997-1999[джерело?] | 26.05.1980            |

Офіційний фан-клуб гурту має назву «Крихітка Crew»

## Історія

#### Походження назви
Крихітка Цахес — це персонаж однойменної книги Ернста Теодора Амадея Гофмана.
За твердженням учасників гурту, вони не мають духовної єдності з героєм книги, а назва з'явилась випадково. Саші Кольцовій (вокал) наснився Міхон (гітара) у вигляді ведмедя у білих рукавичках, який виходив на балкон попалити і сказав їй, підійнявши палець, «Крихітка Цахес».

### Зародження гурту (до 1999р.)
До утворення «Крихітки Цахес» Джек і Міхон мали індустріальний гурт Крипта, перший басист (Діма Мрачковський) грав фанк в Урлоленді (пріквел Квадраджесіми). Микола (до 2007 р. — бас-гітара) в той час ще був гітаристом і грав death-metal. Каша Сальцова записувала вдома пісні на касету — по 60 хвилин, під 2 струни гітари, радіо, фортепіано і метроном.
Каша записала альбом і стала показувати знайомим — в плеєрі, так познайомилась з хлопцями. Зустрілись, хлопці вирішили, що Каша схожа на PJ Harvey і тому все вийде. На першій же репетиції зробили 2 пісні англійською, грали достатньо агресивну, складну музику з соціальними текстами. Через 3 місяці зробили тримовну програму і виступали разом з панк-гуртами в маленьких клубах.
У 1999 р. з гурту пішли саксофоніст і басист. До гурту перейшов Микола, молодший брат Джека, і навчився грати на бас-гітарі. Того ж року ж відбувся перший концерт в цьому складі на фестивалі «Рок-Екзистенція». До 2007 р. склад гурту не змінювався.

### До першого альбому (1999—2005р.)
Гурт брав участь у багатьох фестивалях і акціях. Серед них:
- Рок-Екзистенція (1999, 2001, 2002, 2003, 2004, 2005)
- Музична сесія (2000, 2001)
- Нівроку (2000, 2001, 2004)
- Золота Осінь Славутича (2000)
- Вечірка Для Закоханих (2000, 2003)
- Червона Рута (2001) — лауреат двох премій у номінаціях «Рок-музика» й «Інша музика»
- Екстремізм (2001)
- Рок За Правду КМА (2001)
- Рок за правду (2001)
- Політична акція Хвиля свободи (2001[2]/2000[3])
- Чайка (2002)
- Крути. Концерт для ангелів (2002)
- події Помаранчевої революції (листопад-грудень 2004)
- Таврійські Ігри (2005)

У травні 2005 року на екрани вийшов перший відеокліп гурту на пісню «Вменеємен».
7 червня 2005 року відбувся реліз дебютного альбому гурту «На першому місці», який видав лейбл «Comp music/EMI». До альбому увійшли 13 оригінальних пісень та два ремікси. Альбом був записаний на студії F!Submarine з Олегом Артимом і Артуром Даніеляном. В записі брали участь сесійні учасники: Аліна Лерман (скрипка), DJ Архітектор Мендисабаль (Павлишин Віталій), Євгенія Смолянінова (віолончель), Аби МС (Тетяна Шамшетдінова, Геннадій Сидоров).

### Після виходу альбому (2005—2006р.)
У лютому 2006 р. на екрани вийшов третій відеокліп гурту «Крихітка Цахес» на пісню «Ангела, як я». В наступній роботі учасники гурту пообіцяли потішити прихильників «альтернативної» складової гурту. У внутрішньому тендері на зйомки — композиції «Пароль», «Деталь» та «Па-па».
У травні спільно з гуртом Димна Суміш, учасники якого також поділяють ідеї вегетаріанства і straight edge, влаштували в клубі «Вензель» вегетаріанську вечірку sXe. Гурти виконали по одній пісні одне одного.
В кількох інтерв'ю музиканти називали орієнтовну дату виходу нового альбому — осінь 2006 р.

### Хвороба Міхона та закінчення діяльності «Крихітки Цахес» (2006—2007р.)
Плани щодо випуску нового альбому восени не здійснилися. Міхон захворів, Микола перейшов на місце гітариста, і до гурту повернувся їх перший басист — Діма Мрачковський (Бас).
12 липня 2007 р. Міхон помер. На офіційному сайті з'явилося фото, а пізніше — некролог: «12 липня 2007 року після кількох місяців боротьби з важкою хворобою пішов з життя один з засновників гурту Крихітка Цахес — наш гітарист Міхон (Михайло Гічан). Хороший друг, талановитий музикант, обдарований архітектор і рідна людина, якої нам дуже бракуватиме. Світла пам'ять. Любимо».
Вже 19 серпня гурт виступив на фестивалі «Гніздо» у Білій Церкві.
Восени 2007 р. Саша Кольцова стала учасницею програми «Акули Бізнесу» на телеканалі ICTV, де отримала безвідсоткову позику на зйомку відеокліпу на пісню «Монета». Гурт узяв участь у зйомках української «Фабрики Зірок», де виконав з Дашею Коломієць пісню «На першому місці».

## Дискографія
Радіосингли
«Лисиця», «Мені забронили», «Дощ»

#### Студійні альбоми
«На першому місці» (2005) // COMP music

### Пісні, що увійшли до збірок
- Bci джерела відкриті fucksami remix // «Рок-Екзистенція 2000» 2CD. JRC / Арт-Екзистенція / Арт-Велес. 2000 р.
- Bci джерела відкриті // Upgrade4. Nova Records. 2001 р.
- Він мене не кохає (fucksami remix) // Збірка хуліганської музики «Екстремізм». Партія Рекордз. 2002 р.
- Деталь // Збірка «Пульс Асфальта». Додаток до видання FHM. 2002 р.
- Скоро буду поруч // «Рок-Екзистенція 2002». 2003 р.
- Лисиця // Збірка «Енергетика». 2003 р.
- На першому місці (Аби МС Sweden Disco remix) // Збірка «Super dance Ukraine». COMP music/EMI. 2005р
- Lumipallo // Новорічна збірка. COMP music/EMI. 2005р
- Вменеємен // Збірка «Вдох 2005». vdoh.ru. Москва. 2005 р.
- Вменеємен // Збірка «Ом Радио». om.ru. Москва. 2005 р.

### Відеокліпи
- Вменеємен (2005)
- На першому місці (2005)
- Ангела, як я (2006)
- Деталь (2006)

## Аудіоприклади
- «Всі джерела відкриті» (2,54 Мб)
- «Вменеємен» (5,71 Мб)
- «Крейсер Аврора (2007р.)» (8,32 Мб)